# Ainars Zvirgzdiņš
Ainars Zvirgzdiņš (Sabile, 2 marzo 1959) è un allenatore di pallacanestro lettone, fino al 1991 sovietico.

## Carriera
Ha guidato la Lettonia ai Giochi olimpici di Pechino 2008 e a tre edizioni dei Campionati europei (2007, 2009, 2015).